# Heart Beat, Pig Meat
Heart Beat, Pig Meat è un brano strumentale del gruppo di rock progressivo dei Pink Floyd appartenente alla colonna sonora del film Zabriskie Point.